# Fáelán mac Colmáin
Fáelán mac Colmáin (mort avant 666 ?) est un roi de Leinster issu des Uí Dúnlainge une lignée du Laigin. Il est le fils de Colmán Már mac Coirpri, un précédent souverain Fáelán est le véritable fondateur de la fortune de la lignée des Uí Dúnlainge

## Accession au trône
Faelan est mentionné pour la première fois dans les annales quand il défait et tue Crundmáel Bolg Luatha des Uí Cheinnselaigh à la bataille de Duma Aichir en 628.
Les annales semblent alors lui donner le titre de roi de Leinster par anticipation. Ensuite allié avec  Faílbe Flann mac Áedo Duib (mort en 637), le roi de Munster et Conall Guthbinn mac Suibni (mort en 635) du Clan Cholmáin il défait et tue Crimthann mac Áedo (mort en 633), roi de Leinster, du sept Uí Máil lors de la bataille de Áth Goan à l'ouest de la Liffey. À partir de cette date il devient vraiment roi de Leinster. Le Livre de Leinster lui attribue un règne de 30 ans mais l'obit de sa mort en 666 dans les annales semble être une interpolation basée sur la Liste de rois. Il est plus probable qu'il meurt avant 656 quand Crundmáel Erbuilc mac Rónáin est présenté comme roi de Leinster dans l'obit de sa mort.

## Relations avec l'Église
Les traditions relatives à  Kevin de Glendalough affirment que Faelan est élevé en fosterage par Kevin lorsqu'il est rejeté par sa marâtre. Le patronage de Glendalough par les Ui Dunlainge fait perdurer cette tradition. Le frère de Faelans Áed Dub a été abbé-évêque de  Kildare en 639 et son neveu  Óengus mac Áedo Find également évêque Kildare. Le contrôle de Kildare par des membres de sa famille est un facteur important du maintien de son pouvoir. De plus une de ses épouses Sárnat ingen Echach est issue des Fotharta Fea, une tribu en connexions avec Brigitte d'Irlande.

## Relations avec les Uí Néill
La montée en puissance des Ui Dunlainge semble avoir été soutenu par le Clan Cholmáin qui voyait en eux des alliés pour neutraliser la situation de leur frontière avec les Ui Failgi et ainsi, les soutenir dans leur rivalité avec Síl nÁedo Sláine. Une autre de ses épouses était Uasal ingen Suibni (morte en 643), la sœur de Conall mac Suibni, son allié lors du combat de Ath Goan.
Le récit irlandais Bóroma (Le Tribut en Bétail) proclame que l'Ard ri Erenn Sechnasach mac Blathmaic (mort en 671) du Síl nÁedo Sláine mène une grande armée afin de lever le tribut en bétail chez les Laigin mais qu'il fut défait par Fáelán mac Colmáin... toutefois ce fait n'est pas chronologiquement compatible avec le règne de Fáelán.

## Postérité
De son union avec Sarnat est issu Conall mac Fáelán, le père par Conandil ingen Crundmáel, des Uí Dúnlainge, de Bran Mut mac Conaill (mort en 693), qui devient à son tour roi de Leinster.

## Article lié
- Liste des rois de Leinster

## Sources primaires
- Livre de Leinster, Rig Laigin et Rig Hua Cendselaig sur CELT: Corpus of Electronic Texts at University College Cork
- Annales d'Ulster sur CELT: Corpus of Electronic Texts at University College Cork
- Annales de Tigernach sur CELT: Corpus of Electronic Texts at University College Cork

## Sources secondaires
- (en) T.W Moody, F.X. Martin et F.J. Byrne, A New History of Ireland IX Maps, Genealogies, Lists. A companion to Irish History part II, Oxford, Oxford University Press, 2011, 690 p. (ISBN 978-0-19-959306-4).
- (en) Francis John Byrne, Irish Kings and High-Kings, Dublin, Four Courts Press, 2001, 341 p. (ISBN 978-1-85182-196-9).